# Prodotia townsendi
Prodotia townsendi is een slakkensoort uit de familie van de Buccinidae. De wetenschappelijke naam van de soort is voor het eerst geldig gepubliceerd in 1918 door Melvill.